# Allianz Riviera
Allianz Riviera è uno stadio della città di Nizza. Ospita le partite casalinghe del Nizza dalla stagione 2013-2014, prendendo il posto del vecchio Stadio municipale del Ray.
L'impianto è stato utilizzato per alcune partite del campionato europeo di calcio del 2016 e della coppa del mondo di rugby nel 2023.
Grazie a pannelli fotovoltaici posti sul tetto dell'impianto, lo stadio è autosufficiente dal punto di vista energetico.

## Inaugurazione
L'impianto è stato inaugurato il 22 settembre 2013 con la partita di campionato tra Nizza e Valenciennes terminata con la vittoria della squadra di casa per 4-0.
Nel 2024 l'impianto ha ospitato alcune gare del torneo di calcio dei Giochi della XXXIII Olimpiade.

## Incontri internazionali di rilievo

### UEFA Euro 2016
| Data           | Ora (CET) | Squadra #1  | Risultato | Squadra #2       | Fase del torneo  | Spettatori |
| -------------- | --------- | ----------- | --------- | ---------------- | ---------------- | ---------- |
| 12 giugno 2016 | 18:00     | Polonia     | 1 – 0     | Irlanda del Nord | Girone C         | 33 742     |
| 17 giugno 2016 | 21:00     | Spagna      | 3 – 0     | Turchia          | Girone D         | 33 409     |
| 22 giugno 2016 | 21:00     | Svezia      | 0 – 1     | Belgio           | Girone E         | 34 011     |
| 27 giugno 2016 | 21:00     | Inghilterra | 1 – 2     | Islanda          | Ottavi di finale | 33 901     |

### Rugby World Cup 2023
| Data              | Ora (CEST) | Squadra #1  | Risultato | Squadra #2 | Fase del torneo | Spettatori |
| ----------------- | ---------- | ----------- | --------- | ---------- | --------------- | ---------- |
| 16 settembre 2023 | 17:45      | Galles      | 28 – 8    | Portogallo | Gruppo C        | 28700      |
| 17 settembre 2023 | 21:00      | Inghilterra | 34 – 12   | Giappone   | Gruppo D        | 30500      |
| 20 settembre 2023 | 17:45      | Italia      | 38 – 17   | Uruguay    | Gruppo A        | 28627      |
| 24 settembre 2023 | 17:45      | Scozia      | 45 – 17   | Tonga      | Gruppo B        | 33189      |